# Polyptychus costalis
Polyptychus costalis är en fjärilsart som beskrevs av Clayton Dissinger Mell 1922. Polyptychus costalis ingår i släktet Polyptychus och familjen svärmare. Inga underarter finns listade i Catalogue of Life.